# Фишер, Виктор (футболист)
Ви́ктор Го́рридсен Фи́шер (дат. Viktor Gorridsen Fischer; род. 9 июня 1994[…], Орхус) — датский футболист, игравший на позиции нападающего. Выступал за сборную Дании.
Внук футболиста Поуля Педерсена, также члена футбольной сборной Дании в 1953—1964 и её капитана в 1958—1960 годах.

## Клубная карьера

### «Аякс»
Поиграв в юношеских командах «Орхуса» и «Мидтьюлланда» в его родной Дании, Виктор Фишер присоединился к молодёжной команде «Аякса». Там он поиграл за юношескую команду, подписав затем 3-летний контракт, который связал его с клубом до 30 июня 2014 года. Благодаря своим выступлениям за сборную Дании на чемпионате мира среди юношей до 17-ти лет он привлёк внимание таких клубов, как «Челси», «Интер» и «Манчестер Сити», но вместо этого решил перейти в «Аякс», так как посчитал, что здесь у него будет больше шансов проявить себя.
Вместе с нападающим Жан-Мари Донгу из юношеской команды «Барселоны» Виктор стал лучшим бомбардиром молодёжного турнира NextGen Series в сезоне 2011/12, забив 7 мячей.

#### Сезон 2012/2013
Его дебют в основной команде состоялся в товарищеском матче с «Хёйзеном», в котором «Аякс» победил со счётом 3:1, а Виктор отметился голом на 63-й минуте. Всего в предсезонной подготовке Фишер сыграл в 4 матчах и забил 4 гола.
Дебют Фишера в чемпионате Нидерландов состоялся 20 октября 2012, когда он вышел за замену на 84-й минуте матча с «Хераклес», который завершился со счётом 3:3.
Свой первый гол за основной состав Фишер забил 31 октября в матче Кубка Нидерландов против клуба «ОНС Снек», который завершился со счётом 2:0 в пользу амстердамцев.
6 ноября Фишер дебютировал в Лиге чемпионов УЕФА, выйдя на замену в матче 4-го тура группового этапа против «Манчестер Сити».
11 ноября в матче со «Зволле» на 32-й минуте Фишер забил свой первый мяч в чемпионате Нидерландов, а через 3 минуты после перерыва оформил дубль, забив свой второй мяч. Матч завершился победой амстердамцев со счётом 4:2.
4 декабря Фишер впервые появился в стартовом составе в Лиге чемпионов в матче против «Реала».
20 января 2013 года оформил дубль в матче чемпионата Нидерландов против «Фейеноорда».
14 февраля вышел в стартовом составе в первом матче 1/16 финала Лиги Европы, в котором «Аякс» одержал победу 2:0, однако сам игрок отметиться голом не сумел.
31 марта, после перерыва, связанного с матчами национальных сборных, Фишер отличился дважды в матче против НЕК, который его команда выиграла со счётом 4:1.

### «Мидлсбро»
27 мая 2016 года было объявлено о переходе Фишера в английский «Мидлсбро», сумма трансфера составила 5 млн евро. 24 августа нападающий дебютировал за «речников» в матче Кубка Лиги против «Фулхэма» (1:2).

### «Майнц 05»
В июне 2017 года перешёл в немецкий «Майнц 05», подписав с клубом контракт на четыре года.

### АИК
В феврале 2023 года перешёл на правах аренды в шведский АИК.

## Международная карьера
Виктор Фишер выступал за юношеские сборные Дании в возрастных категориях до 16 и 17 лет, и сейчас выступает за сборные Дании до 19 лет и до 21 года. Играя за юношескую команду до 17 лет, он забил 20 голов в 30 матчах.
Фишер дебютировал за сборную Дании 14 ноября 2012 в товарищеском матче против сборной Турции, выйдя на замену вместо Микаэля Крон-Дели на 66 минуте. Матч окончился со счетом 1:1.

## Достижения
Командные
«Аякс»
- Чемпион Нидерландов (2): 2012/13, 2013/14
- Обладатель Суперкубка Нидерландов: 2013

«Копенгаген»
- Чемпион Дании: 2018/19

Личные
- Лучший бомбардир NextGen Series: 2011/12

## Статистика

### Выступления за клубы
| Клуб             | Сезон            | Лига | Лига | Кубок | Кубок | Еврокубки | Еврокубки | Другие1 | Другие1 | Всего | Всего |
| Клуб             | Сезон            | Игры | Голы | Игры  | Голы  | Игры      | Голы      | Игры    | Голы    | Игры  | Голы  |
| ---------------- | ---------------- | ---- | ---- | ----- | ----- | --------- | --------- | ------- | ------- | ----- | ----- |
| Аякс             | 2012/13          | 23   | 10   | 4     | 2     | 5         | 0         | 1       | 0       | 33    | 12    |
| Аякс             | 2013/14          | 24   | 3    | 4     | 4     | 6         | 0         | 1       | 0       | 35    | 7     |
| Аякс             | 2014/15          | 4    | 3    | 0     | 0     | 0         | 0         | 0       | 0       | 4     | 3     |
| Аякс             | 2015/16          | 28   | 8    | 2     | 1     | 9         | 2         | 0       | 0       | 39    | 11    |
| Аякс             | Всего            | 79   | 24   | 10    | 7     | 20        | 2         | 2       | 0       | 111   | 33    |
| Йонг Аякс        | 2014/15          | 4    | 1    | 0     | 0     | 0         | 0         | 0       | 0       | 4     | 1     |
| Йонг Аякс        | 2015/16          | 3    | 1    | 0     | 0     | 0         | 0         | 0       | 0       | 3     | 1     |
| Йонг Аякс        | Всего            | 7    | 2    | 0     | 0     | 0         | 0         | 0       | 0       | 7     | 2     |
| Мидлсбро         | 2016/17          | 13   | 0    | 3     | 0     | 0         | 0         | 0       | 0       | 16    | 0     |
| Мидлсбро         | Всего            | 13   | 0    | 3     | 0     | 0         | 0         | 0       | 0       | 16    | 0     |
| Майнц 05         | 2017/18          | 10   | 0    | 2     | 2     | 0         | 0         | 0       | 0       | 12    | 2     |
| Майнц 05         | Всего            | 10   | 0    | 2     | 2     | 0         | 0         | 0       | 0       | 12    | 2     |
| Копенгаген       | 2017/18          | 18   | 7    | 1     | 0     | 2         | 1         | 0       | 0       | 21    | 8     |
| Копенгаген       | 2018/19          | 8    | 5    | 0     | 0     | 7         | 2         | 0       | 0       | 15    | 7     |
| Копенгаген       | Всего            | 26   | 12   | 1     | 0     | 9         | 3         | 0       | 0       | 36    | 15    |
| Всего за карьеру | Всего за карьеру | 135  | 38   | 16    | 9     | 29        | 5         | 2       | 0       | 182   | 52    |

1 ↑ Матчи в Суперкубке Нидерландов

### Матчи Фишера за сборную Дании
| Матчи Фишера за сборную Дании | Матчи Фишера за сборную Дании | Матчи Фишера за сборную Дании | Матчи Фишера за сборную Дании | Матчи Фишера за сборную Дании | Матчи Фишера за сборную Дании |
| ----------------------------- | ----------------------------- | ----------------------------- | ----------------------------- | ----------------------------- | ----------------------------- |
| №                             | Дата                          | Соперник                      | Счёт                          | Голы Фишера                   | Соревнование                  |
| 1                             | 14 ноября 2012                | Турция                        | 1:1                           | —                             | Товарищеский матч             |
| 2                             | 6 февраля 2013                | Македония                     | 0:3                           | —                             | Товарищеский матч             |
| 3                             | 14 августа 2013               | Польша                        | 2:3                           | —                             | Товарищеский матч             |
| 4                             | 6 сентября 2013               | Мальта                        | 2:1                           | —                             | Чемпионат мира 2014 (отбор)   |
| 5                             | 10 сентября 2013              | Армения                       | 1:0                           | —                             | Чемпионат мира 2014 (отбор)   |
| 6                             | 15 ноября 2013                | Норвегия                      | 2:1                           | —                             | Товарищеский матч             |
| 7                             | 8 июня 2015                   | Черногория                    | 2:1                           | 1                             | Товарищеский матч             |
| 8                             | 14 ноября 2015                | Швеция                        | 1:2                           | —                             | Чемпионат Европы 2016 (отбор) |
| 9                             | 3 июня 2016                   | Босния и Герцеговина          | 2:2                           | 1                             | Товарищеский матч             |
| 10                            | 7 июня 2016                   | Болгария                      | 4:0                           | —                             | Товарищеский матч             |
| 11                            | 31 августа 2016               | Лихтенштейн                   | 5:0                           | 1                             | Товарищеский матч             |
| 12                            | 4 сентября 2016               | Армения                       | 1:0                           | —                             | Чемпионат мира 2018 (отбор)   |
| 13                            | 8 октября 2016                | Польша                        | 2:3                           | —                             | Чемпионат мира 2018 (отбор)   |
| 14                            | 11 октября 2016               | Черногория                    | 0:1                           | —                             | Чемпионат мира 2018 (отбор)   |
| 15                            | 15 ноября 2016                | Чехия                         | 1:1                           | —                             | Товарищеский матч             |
| 16                            | 4 сентября 2017               | Армения                       | 4:1                           | —                             | Чемпионат мира 2018 (отбор)   |
| 17                            | 27 марта 2018                 | Чили                          | 0:0                           | —                             | Товарищеский матч             |
| 18                            | 2 июня 2018                   | Швеция                        | 0:0                           | —                             | Товарищеский матч             |
| 19                            | 9 июня 2018                   | Мексика                       | 2:0                           | —                             | Товарищеский матч             |
| 20                            | 26 июня 2018                  | Франция                       | 0:0                           | —                             | Чемпионат мира 2018           |
| 21                            | 9 сентября 2018               | Уэльс                         | 2:0                           | —                             | Лига наций УЕФА 2018/2019     |

Итого: 21 матч / 3 гола; 10 побед, 6 ничьих, 5 поражений.